# Blåbärssoppa

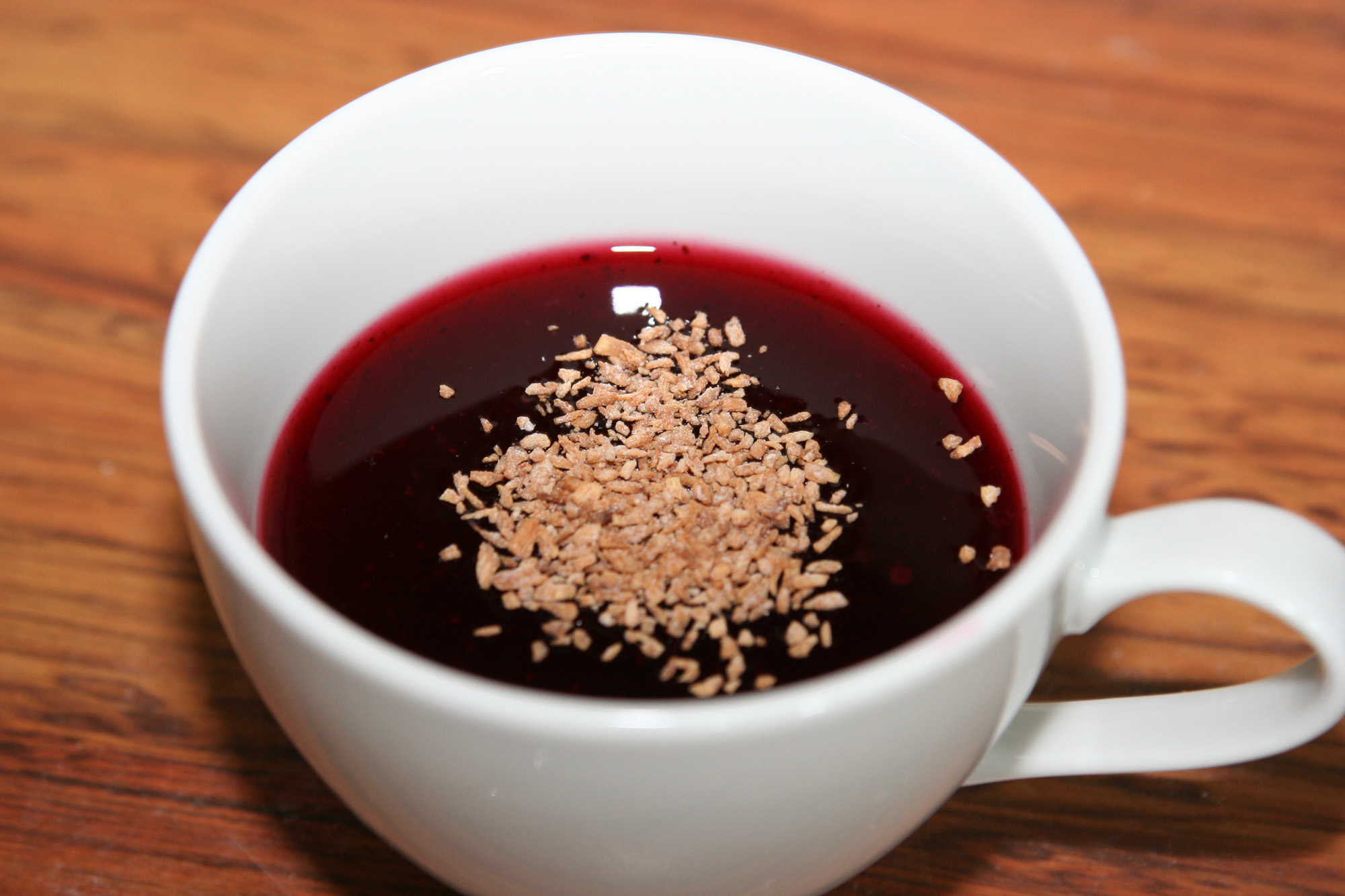
En kopp blåbärssoppa med rostad kokos.

Blåbärssoppa är en soppa som innehåller blåbär, vatten, socker och stärkelse. Den dricks oftast varm eller ljummen, men kan också drickas kyld.
I livsmedelsbutiker säljs blåbärssoppa färdigblandad och som pulver (blandas med vatten). Blåbärssoppa serveras traditionellt vid uthållighetstävlingar som Vasaloppet. Blåbärssoppa har stoppande funktion på magen, och är därför en klassisk stoppkost vid diarré.
Ordet blåbärssoppa är belagt i svenska språket åtminstone sedan 1917. Att blåbärsvatten lindrar diarré är känt åtminstone sedan 1700-talet.